# Cryptoblepharus cygnatus
Espèce
Cryptoblepharus cygnatus est une espèce de sauriens de la famille des Scincidae.

## Répartition
Cette espèce est endémique du Territoire du Nord en Australie.

## Étymologie
Le nom spécifique cygnatus vient du latin cygnus, le cygne, et de natus, le fils, en référence à Stephen Swanson, dont le nom nom anglais signifie « fils de cygne ».

## Publication originale
- Horner, 2007 : Systematics of the snake-eyed skinks, Cryptoblepharus Wiegmann (Reptilia: Squamata: Scincidae) - an Australian based review. The Beagle Supplement, vol. 3, p. 21-198.